# Mario Party 4
Mario Party 4 (マリオパーティ4?, Mario Pāti 4) è un videogioco rompicapo del 2002, quarto della serie di videogiochi Mario Party. È anche il primo gioco di Mario Party per la console GameCube, complessivamente il gioco ha venduto 2,46 milioni di copie.

## Modalità di gioco
La vittoria va a chi ottiene più stelle e gettoni alla fine del tempo prestabilito (si possono assegnare stelle anche prima dell'inizio per dare un handicap ai giocatori più esperti). Vince chi ottiene più stelle alla fine della partita o, a parità di stelle, chi ha più gettoni. A parità di gettoni, il vincitore sarà deciso da uno spareggio.

## Contenuti

### Personaggi
I personaggi giocabili sono 8:
- Mario (doppiato da Charles Martinet)
- Luigi (doppiato da Charles Martinet)
- Peach (doppiata da Jen Taylor)
- Yoshi (doppiato da Kazumi Totaka)
- Wario (doppiato da Charles Martinet)
- Donkey Kong (doppiato da Takashi Nagasako)
- Daisy (doppiata da Jen Taylor)
- Waluigi (doppiato da Charles Martinet)

## Storia
Un giorno, Toad, Koopa, Goomba, Boo e Tipo Timido scoprono un oggetto fatato, il Cubo Party. Così scoprono il suo potere e cominciano a porvi una pittura (le loro sagome). Così organizzeranno una festa per il personaggio prescelto. Poi alla fine Bowser farà irruzione rubando tutti i regali, e così si dovrà affrontare una nuova sfida.

## Minigiochi
I minigiochi sono di diverso tipo: nei minigiochi per 4 giocatori si gioca tutti contro tutti, nei minigiochi 1 contro 3 il solitario che sfida il trio, nei minigiochi 2 contro 2 si gioca a squadre. Nei minigiochi gara (tutti 4 giocatori) ogni partecipante mette in palio un certo numero di gettoni, che saranno il premio di chi arriverà primo prendendo la maggior parte dei gettoni. Nei duelli il giocatore deve vincere contro il presentatore (Toad, Tipo Timido, Goomba, Boo o Koopa) per ottenere il premio regalo nella Story Mode.